# Angela
Angela – imię pochodzi od łacińskiego imienia Angel, które powstało od greckiego słowa ángelos "posłaniec". Imię to też zostało przyswojone w postaci Aniela, od niego powstały też imiona Angelika i Angelina. Jest żeńskim odpowiednikiem imienia Anioł (Angel). W ostatnich czasach zapis imienia Angela bywa spolszczany i występuje w formie Andżela lub nawet Andrzela (część osób błędnie wywodzi jej źródłosłów od imienia męskiego Andrzej). Ta druga wersja jest niepoprawna.
Angela imieniny obchodzi 27 stycznia.
Znane święte o imieniu Angela:
- św. Aniela (wł. Angela) Merici
- bł. Maria Angela Truszkowska
- bł. Aniela Salawa

Znane osoby noszące imię Angela:
- Angela Bassett
- Angela Carter
- Angela Davis
- Angela Gheorghiu
- Angie Harmon (właśc. Angela Michelle Harmon)
- Angela Merkel
- Angela Aki